# Peter Ludwig

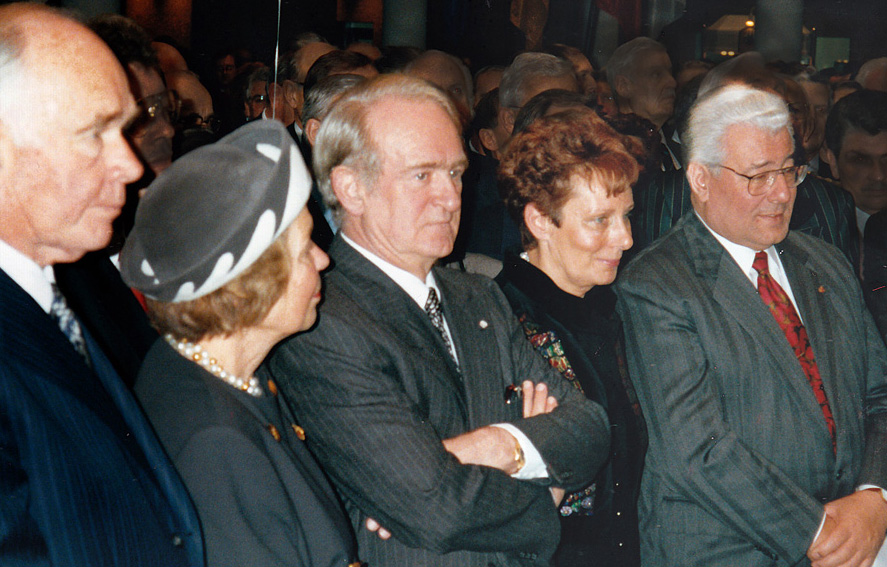
Peter und Irene Ludwig (links) mit dem nordrhein-westfälischen Ministerpräsidenten Johannes Rau und dem Kölner Oberbürgermeister Norbert Burger mit Ehefrau Annemarie Burger

Peter Ludwig (* 9. Juli 1925 in Koblenz; † 22. Juli 1996 in Aachen) war ein deutscher Kunstmäzen, Kunstsammler und Unternehmer.

## Leben

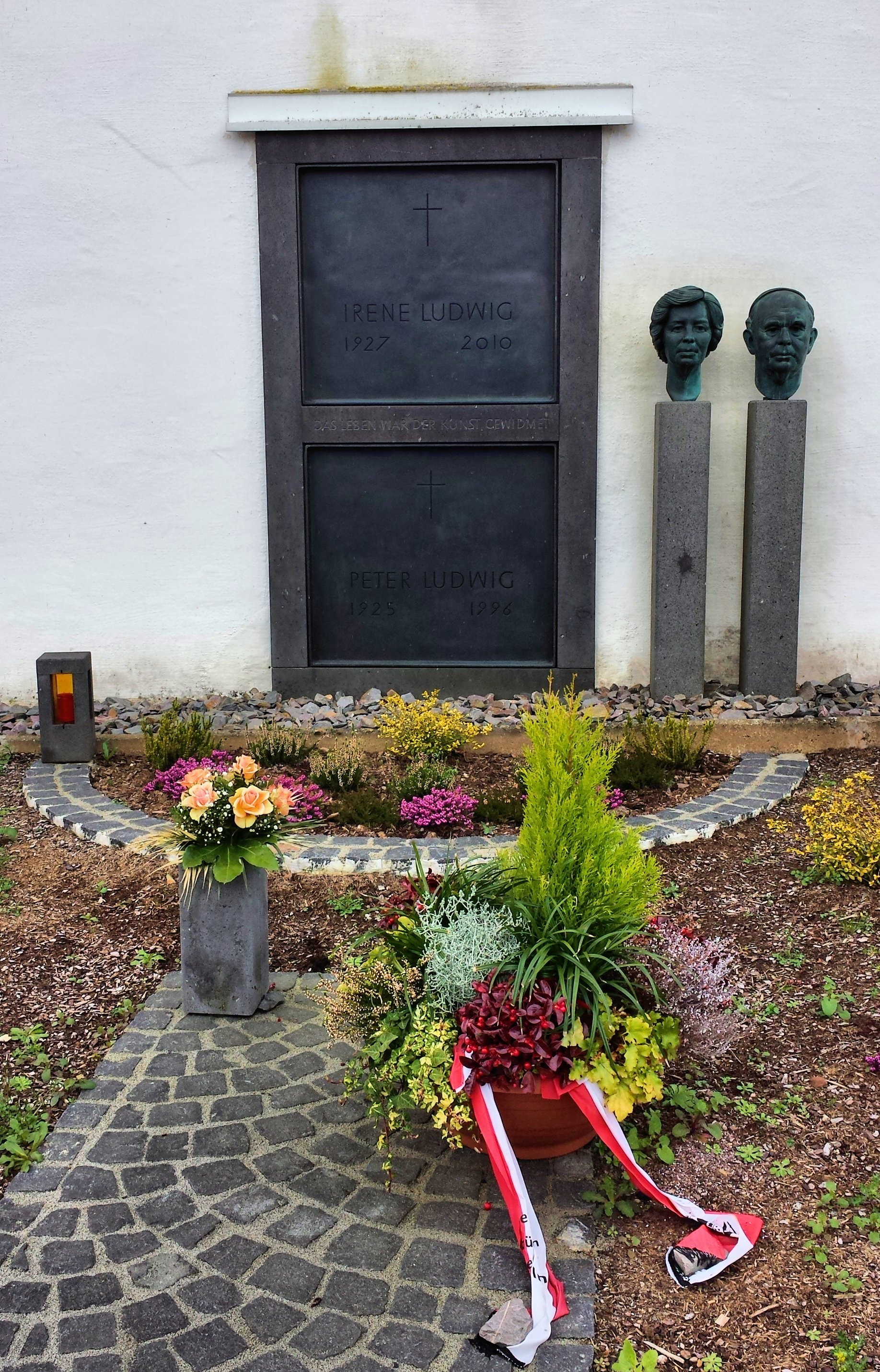
Grab von Irene und Peter Ludwig in St. Aldegund (2020)

Der Sohn eines Juristen und einer Tochter der Industriellen-Familie Klöckner besuchte in Koblenz das damalige Kaiserin-Augusta-Gymnasium und machte 1943 das Kriegs-Abitur. Nach Wehrdienst und amerikanischer Kriegsgefangenschaft studierte er ab 1946 an der Johannes-Gutenberg-Universität in Mainz Kunstgeschichte, Archäologie, Geschichte und Philosophie. Er wurde dort bei Friedrich Gerke promoviert mit einer Dissertation über Das Menschenbild Picassos als Ausdruck eines generationsbedingten Lebensgefühls.
Eine der ersten Museumspersonen, mit denen Ludwig zusammenarbeitete, war Hermann Schnitzler, der Direktor des Museums Schnütgen, der dem Studenten auch die Augen für Picasso geöffnet hatte.
1951 heiratete Peter Ludwig Irene Monheim, mit der ihn das Interesse an der Kunst verband. Er trat in die Firma Leonard Monheim ein (Trumpf Schokolade, Lindt, Mauxion) und baute die Firma, die später in Ludwig Schokolade umbenannt wurde, zu einem in den 1970er und 1980er Jahren führenden deutschen Unternehmen in dieser Branche aus.
Peter Ludwig erlag nach einer fulminanten Blinddarmentzündung postoperativ am 22. Juli 1996 einem Herzinfarkt. Er wurde in der Gruft der Alten Kirche St. Bartholomäus von Sankt Aldegund, unterhalb des von den Ludwigs der Kirche als ewige Leihgabe wieder zurückgestifteten Renaissancealtars, beigesetzt.

## Museumsgründungen und Stiftung
Bereits seit 1952 gehörte Ludwig dem Club Aachener Casino an und wurde 1957 schließlich auch Vorsitzender des Museumsvereins Aachen und nahm die Zusammenarbeit mit Museen in Köln und Aachen auf. Es folgten Mitarbeit in verschiedenen weiteren Museumsvereinen, Schenkungen an und Gründungen von Museen und anderen Institutionen:
- 1970: Neue Galerie – Sammlung Ludwig, Aachen
- 1976: Museum Ludwig, Köln
- 1977: Suermondt-Ludwig-Museum, Aachen
- 1981: Museum Moderner Kunst Stiftung Ludwig Wien
- 1981: Antikenmuseum Basel und Sammlung Ludwig, Basel
- 1983: Ludwig Institut für Kunst der DDR, Oberhausen
- 1989: Haus Ludwig, Saarlouis
- 1989: Ludwig Museum Budapest Museum of Contemporary Art, Budapest
- 1991: Ludwig Forum für Internationale Kunst, Aachen
- 1992: Ludwig Museum im Deutschherrenhaus, Koblenz
- 1994: Fundación Ludwig de Cuba, Havana
- 1994: Sammlung Ludwig, Bamberg
- 1995: Museum Ludwig im Russischen Museum, Sankt Petersburg
- 1996: Ludwig Museum für Internationale Kunst, Peking
- 1998: Ludwig Galerie Schloss Oberhausen, Oberhausen

Die Kunstsammlungen von Peter Ludwig sind heute auf neunzehn Museen in fünf Ländern verteilt. Seine Witwe Irene errichtete die Peter und Irene Ludwig Stiftung, die aus der Ludwig Stiftung für Kunst und internationale Verständigung GmbH hervorging.

## Kritik
Kritische Stimmen zum Einfluss des Ehepaars Ludwig auf die Politik der Stiftung und die Ausrichtung des Museum Ludwig sowie auf die Museumslandschaft in NRW generell, aber auch zu den finanziellen Verflechtungen zwischen der Monheim AG und der Ludwig-Stiftung, stammen unter anderem vom Künstler Hans Haacke, der sie in seiner Arbeit Der Pralinenmeister (1981) zu Wort kommen lässt.

## Ehrungen und Auszeichnungen
- 1970: Jabach-Medaille der Stadt Köln
- 1972: Ernennung zum Honorarprofessor am Kunstgeschichtlichen Institut der Universität zu Köln
- 1975: Ehrenbürgerwürde der Stadt Köln
- 1975: Goethe-Plakette des Landes Hessen
- 1975: Goldener Ring der Stadt Aachen
- 1977: Ritter der Ehrenlegion[5]
- 1981: Großes Goldenes Ehrenzeichen für Verdienste um die Republik Österreich[5]
- 1985: Kulturpreis der Stadt Koblenz
- 1986: Kommandeurskreuz des dänischen Dannebrogordens
- 1987: Verdienstorden des Landes Nordrhein-Westfalen
- 1988: Ernennung zum „Commandeur de la Légion d´Honneur“
- 1989: Ehrenring der Stadt Wien
- 1989: Stern der Völkerfreundschaft
- 1992: Großes Verdienstkreuz (1976) mit Stern (1983) und Schulterband des Verdienstordens der Bundesrepublik Deutschland
- 1994: Ehrenbürgerwürde der Stadt Aachen

Ehrendoktorwürden
- 1975: Universität Basel
- 1983: Karl-Marx-Universität zu Leipzig
- 1985: Kunstakademie Sofia
- 1987: University of Vermont, Burlington, USA
- 1988: Hochschule der Bildenden Künste, Budapest
- 1990: Universität Barcelona
- 1991: Kunsthochschule Havanna, Kuba
- 1995: Universidad de La Habana, Kuba
- 1995: Kunstakademie Bukarest

## Porträts von Peter Ludwig
Im Ludwig Forum befindet sich ein als Siebdruck gestaltetes Porträt Ludwigs im Format 100 × 100 cm von Andy Warhol aus dem Jahr 1980. 1986 begann der Bildhauer Arno Breker mit einem Porträt von Ludwig, der ihn über Monate hinweg regelmäßig in dessen Atelier besuchte, um für die Büste Modell zu sitzen. Es entstanden eine lebensgroße Fassung und eine „monumentale“ überlebensgroße Büste in Bronze. Ludwig setzte sich massiver öffentlicher Kritik aus, weil er sich von Breker porträtieren ließ. Der Museumsstifter stand jedoch unbeirrt zu Breker, dem zentralen Künstler der nationalsozialistischen Kulturpolitik, der unter anderem in Zusammenarbeit mit Albert Speer Skulpturenschmuck in Berlin geschaffen hatte. Trotz aller Turbulenzen um das Zusammenwirken von Ludwig und Breker gestaltete dieser anschließend ebenfalls eine Büste von Ludwigs Ehefrau Irene in zwei Fassungen. Bernhard Heisig porträtierte Ludwig in Öl (120 × 150 cm, um 1993).